# Солоновка (Новичихинський район)
Солоно́вка (рос. Солоновка) — село у складі Новичихинського району Алтайського краю, Росія. Адміністративний центр Солоновської сільської ради.

## Населення
Населення — 836 осіб (2010; 985 у 2002).
Національний склад (станом на 2002 рік):
- росіяни — 95 %